# Kruszyna (województwo wielkopolskie)
Kruszyna – kolonia w Polsce położona w województwie wielkopolskim, w powiecie konińskim, w gminie Stare Miasto. Miejscowość wchodzi w skład sołectwa Lisiec Mały.
W latach 1975–1998 miejscowość administracyjnie należała do województwa konińskiego.